# قتل جرج فلوید

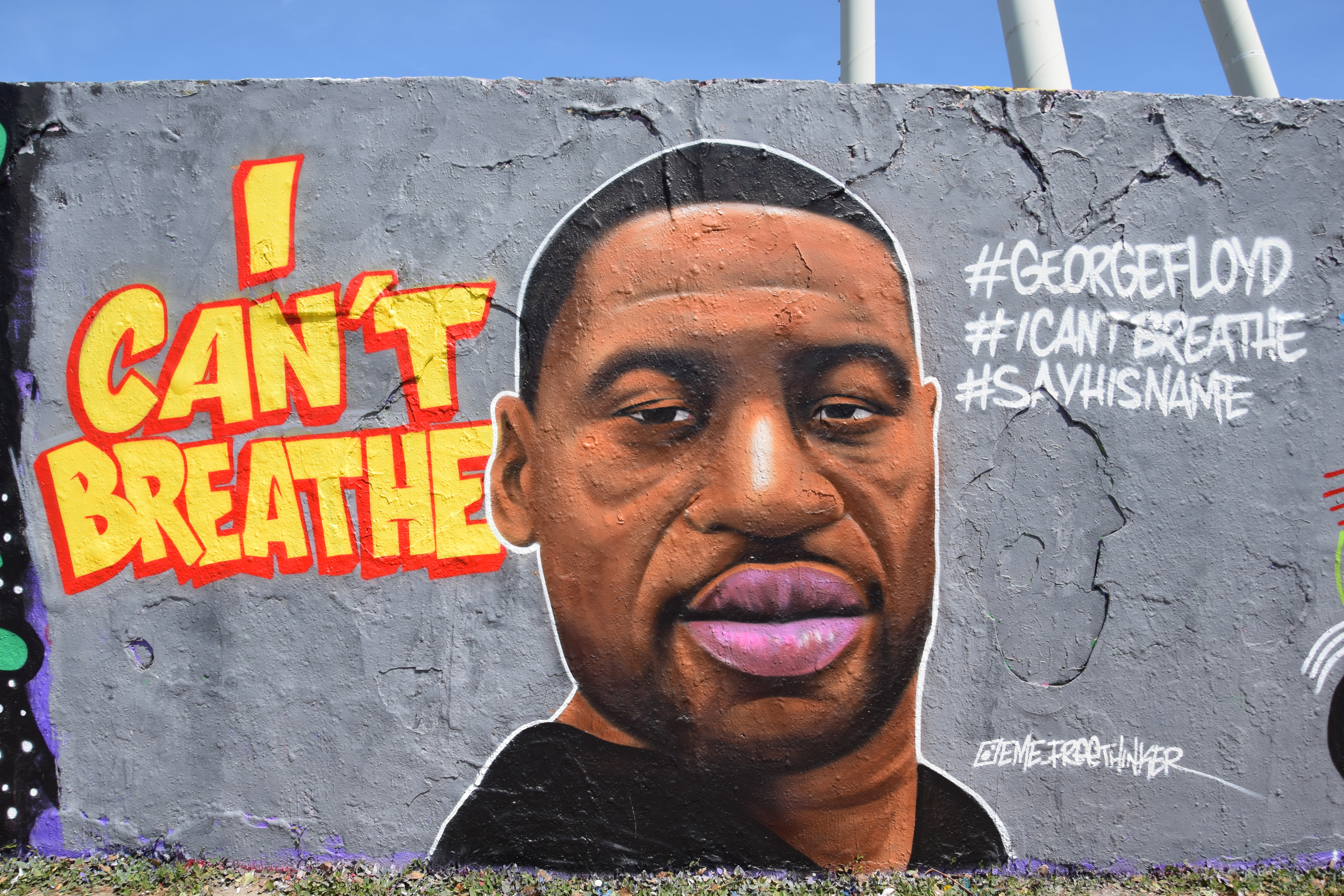

جرج فلوید (به انگلیسی: George Floyd) یک سیاه‌پوست آمریکایی بود که در ۲۵ مه ۲۰۲۰، مدتی پس از آن که دِرِک شُووین، یکی از افسران پلیس شهر مینیاپولیس از ایالت مینه‌سوتا در ایالات متحدهٔ آمریکا، زانوی خود را برای حدود ۹ دقیقه (۸:۴۶) بر روی گردن وی گذاشت، درگذشت. رهگذرانی که در حال عبور بودند این حادثه را با دوربین موبایل ضبط و در شبکه‌های اجتماعی به صورت گسترده منتشر کردند. در این فیلم، مرد سیاه‌پوستی که به نظر می‌آید حدود چهل سال سن دارد، به سختی در حالی که تقلا می‌کند نفس بکشد، به پلیس سفیدپوستی که وزنش را روی گردن او انداخته می‌گوید: «نمی‌توانم نفس بکشم.» صدای شاهدان عینی نیز شنیده می‌شود که به مأمور پلیس می‌گویند به آقای فلوید اجازه تنفس بدهد. شاهد دیگری به پلیس می‌گوید که از بینی آقای فلوید خون می‌آید. دیگری می‌گوید که بهتر است پایش را از روی گردن او بردارد. اما افسران حاضر در محل به مردم اجازهٔ نزدیک شدن نمی‌دهند و حتی کمی تنش هم ایجاد می‌شود.
شیوه مرگ جرج فلوید، بسیار شبیه به مرگ اریک گارنر در سال ۲۰۱۴ در نیویورک تعبیر شد؛ حادثه‌ای که باعث شد بسیاری از فعالان حقوق رنگین‌پوستان آمریکا توجه همگان را به «خشونت پلیس علیه اقلیت‌های نژادی» جلب کنند.
چهار افسری که در واقعه بازداشت و مرگ جرج فلوید دست داشتند، فردای روز حادثه به مرخصی اجباری فرستاده شدند اما جیکوب فری، شهردار مینیاپولیس، اعلام کرد که این افراد اخراج شده‌اند. سه روز پس از حادثه، افسر پلیسی که زانویش را بر روی گردن جرج فلوید گذاشته بود، بازداشت شد. در روز ۲۹ مه، دادستانی مینیاپولیس اعلام کرد که افسر پلیس بازداشت شده، به اتهام «قتل» محاکمه خواهد شد و تحقیقات دربارهٔ سه مأمور پلیس دیگر نیز ادامه دارد. اداره پلیس گفته که فیلم دوربین‌های متصل به لباس مأموران را در اختیار دارد و از آنها تحقیق می‌کند. اداره پلیس مینیاپولیس همچنین از اف‌بی‌آی (پلیس فدرال آمریکا) خواسته که دربارهٔ نقض حقوق شهروندی مرد سیاه‌پوست تحقیق کنند. «جیکوب فری»، شهردار مینیاپولیس، از جامعه سیاه‌پوستان ایالت عذرخواهی کرد و گفت:
«سیاه‌پوست بودن در آمریکا نباید به معنای حکم مرگ باشد … وقتی که شما تقاضای کمک می‌شنوید، باید کمک کنید. این افسر در آزمون ابتدایی‌ترین احساس بشری مردود شد.»
در ۲۹ مه، درک شووین، یکی از افسران پلیس، به اتهام قتل درجهٔ سه (غیرعمد) بازداشت شد. عوامل دادستانی گفتند که در حال تحقیق هستند و امکان این که با در دسترس قرار گرفتن شواهد جدید، نوع اتهام تغییر کند، وجود دارد. در ۳ ژوئن، مقامات دادستانی ایالت مینه‌سوتا اعلام کردند که اتهام قتل درجهٔ دو (شبه عمد) نیز به پروندهٔ وی اضافه شده‌است. همچنین براساس اسناد دادگاه، سه افسر دیگر هم که قبلاً اخراج شده بودند، به دستیاری و همیاری در قتل متهم شدند.
در پی این حادثه، و پخش فیلم مربوط به آن، احساسات مردم جریحه‌دار شد. در ابتدا اعتراضات و تظاهراتی در شهر مینیاپولیس برپا شد. پس از آنکه تظاهرات به درگیری‌های خشونت‌آمیز کشیده شد و پاسگاه اصلی پلیس در شهر مینیاپولیس به آتش کشیده شد، نیروهای گارد ملی ایالات متحده به این شهر اعزام شدند. اما اعتراضات از سطح شهر مینیاپولیس در ایالت مینه‌سوتا به سرعت به ایالت‌های دیگر تسری یافت. در کمتر از ۴ روز، بیش از ۳۰ ایالت آمریکا شاهد تظاهرات گستردهٔ مردم علیه نژادپرستی و قتل سیاهپوستان به دست مأموران پلیس شد. بخش اعظم اعتراضات مسالمت آمیز بوده‌است اما تظاهرات در نقاطی به خشونت گرایید و در برخی شهرها مقررات منع رفت‌وآمد شبانه اعلام شد. هم‌اکنون این افسر پلیس در زندان فوق امنیتی مینه سوتا در بازداشت به سر می‌برد.

## نحوهٔ کشته‌شدن
عصر روز دوشنبه ۲۵ مه ۲۰۲۰، یکی از کارمندان فروشگاه مواد غذایی به نام «کاپ فودز» که آقای فلوید از آن سیگار خریده بود، به پلیس زنگ زد تا از فلوید که مظنون به استفاده از یک ۲۰ دلاری جعلی بود، شکایت کند.
جورج فلوید مشتری همیشگی فروشگاه کاپ فودز بود. مایک ابومیاله، صاحب فروشگاه در گفتگو با شبکه ان‌بی‌سی او را مردی دوست‌داشتنی توصیف کرد که هیچ‌وقت دردسر درست نکرده بود. اما روزی که این اتفاق افتاد، آقای ابومیاله سر کار نبود و کارمند نوجوانش هم اسکناس تقلبی را به پلیس گزارش داد چون می‌خواست طبق قوانین فروشگاه عمل کند.
بنا بر مدارکی که توسط مقامات پلیس منتشر شد، کارمند فروشگاه ساعت ۲۰:۰۱ در تماس تلفنی با ۹۱۱ (شماره خدمات اورژانس و پلیس) به اپراتور گفت از فلوید خواسته سیگارها را پس بدهد اما «او قصد این کار را ندارد.» طبق این مدارک، کارمند فروشگاه به اپراتور گفت به نظر می‌آید فلوید «مست» است و «روی خودش کنترل ندارد.» کمی بعد از این تماس، حدود ساعت ۲۰:۰۸ دقیقه، دو مأمور پلیس از راه رسیدند. آقای فلوید و دو نفر دیگر در همان حوالی در یک ماشین نشسته بودند.
یکی از این دو مأمور به اسم توماس لین به ماشین نزدیک شد، اسلحه‌اش را بیرون آورد و به آقای فلوید دستور داد دست‌هایش را به او نشان دهد. در روایتی که دادستانی از این حادثه ارائه داده، گفته نشده چرا آقای لین فکر کرده باید از اسلحه استفاده کند. دادستانی گفته‌است: «لین، فلوید را با دست گرفت و از ماشین بیرون کشید. فلوید هم با جدیت جلوی دستبند زدن پلیس مقاومت کرد.» با این حال وقتی دستبند به دست‌های فلوید بسته شد، آرام گرفت و در همین حین آقای لین برایش توضیح داد به اتهام «استفاده از پول جعلی» بازداشت می‌شود.
اما وقتی مأموران سعی کردند فلوید را داخل ماشین پلیس بنشانند، بین آن‌ها دعوایی سرگرفت.
بنا بر گزارش منتشر شده توسط دادستانی، حدود ساعت ۲۰:۱۴ آقای فلوید که «در برابر پلیس مقاومت می‌کرد روی زمین افتاد و به مأموران گفت از فضاهای تنگ و بسته وحشت دارد.»
در این لحظه درک شووین هم سر صحنه رسید و هر دو مأمور سعی کردند فلوید را در ماشین پلیس بنشانند.
طبق این گزارش، در همین حین در ساعت ۲۰:۱۹ شووین، جورج فلوید را از صندلی کنار راننده بیرون کشید و روی زمین دراز کرد.
فلوید در حالی که صورتش رو به زمین بود و همچنان دستبند به دستانش داشت، نقش بر زمین شد.
شاهدان ماجرا از همین لحظه شروع به فیلمبرداری از فلوید که پریشان به نظر می‌رسید، کردند.
این لحظات که در چندین تلفن همراه ثبت و در شبکه‌های اجتماعی به شکلی گسترده منتشر شد، ظاهراً آخرین دقایق زندگی جورج فلوید را به تصویر می‌کشد.
چند مأمور پلیس آقای فلوید را گرفته بودند و در همین حال درک شووین زانوی چپ خود را بین سر و گردن او فشار می‌داد.
فلوید پشت سر هم می‌گفت: «نمی‌توانم نفس بکشم». او مادرش را صدا می‌زد و التماس می‌کرد: «خواش می‌کنم، خواهش می‌کنم، خواهش می‌کنم.»
طبق گزارش دادستانی، آقای شووین زانوی خود را به مدت ۸ دقیقه و ۴۶ ثانیه روی گردن فلوید فشار داده‌است. اما حدوداً از دقیقه ششم، فلوید دیگر واکنشی نشان نمی‌دهد. فیلم‌های ویدیویی مربوط به این حادثه نشان می‌دهند در این لحظه دیگر صدایی از فلوید شنیده نمی‌شود. همین موقع بود که شاهدان از مأموران پلیس خواستند نبضش را بگیرند.
یکی از مأموران به اسم جی‌ای کیونگ، مچ دست راست فلوید را گرفت اما «نتوانست نبضش را پیدا کند». این در حالی است که بقیه پلیس‌ها بی حرکت ایستاده بودند.
در ساعت ۲۰:۲۷، درک شووین زانویش را از گردن فلوید برداشت اما او هیچ حرکتی نمی‌کرد. پس از آن فلوید با آمبولانس به مرکز پزشکی هنپین منتقل شد.
یک ساعت بعد اعلام کرند او جان خود را از دست داده‌است.

## پیامدها و اعتراضات

تصویری از خیابان سی‌وهشتم شیکاگو واقع در شهر مینیاپولیس در ۳۰ مه ۲۰۲۰؛ ۴ روز پس از مرگ جرج فلوید. فلوید سمت چپ ساختمان «Cup Food» کشته شد.

کشته شدن جرج فلوید بعد از دستگیری توسط پلیس در ایالت مینه سوتای آمریکا، بار دیگر مسئله خشونت پلیس این کشور علیه اقلیت‌های نژادی را برجسته کرده‌است. بی‌رحمی پلیس آمریکا واکنش‌های زیادی را دربرداشته و باعث قلیان احساس عمومی مردم در ایالات متحدهٔ آمریکا و دیگر کشورهای جهان شد.
ابتدا اعتراضاتی مسالمت‌آمیز در پی کشته‌شدن جورج فلوید در ایالت مینه‌سوتا برگزار شد که به سرعت به ایالت‌های دیگر آمریکا و کشورهای دیگر جهان تسری یافت. در برخی از مواقع این اعتراضات به آشوب و غارت تبدیل شد. فرمانداران برخی از ایالت‌های آمریکا برای جلوگیری از آشوب، اعتراضات را در طول روز مجاز شمرده، اما با نزدیک شدن به ساعات پایانی روز، مقررات منع رفت‌وآمد ایجاد کردند.

## گزارش پزشکی قانونی
پس از مرگ جرج فلوید، در کالبدشکافی رسمی پلیس گفته شده بود که فلوید بر اثر فشار، بیماری‌های پیشین و احتمال مسمومیت الکل جان سپرده و شواهدی از مرگ به علت خفگی دیده نشده‌است. اما خانوادهٔ جرج فلوید، درخواست یک کالبد شکافی مستقل را دادند. همین‌طور عوامل دادستانی نیز درخواست کالبدشکافی را به پزشکی قانونی دادند. در ۲ ژوئن گزارش کالبدشکافی خصوصی منتشر شد و تأیید کرد که فلوید در جریان عملیات پلیس «دچار خفگی» شده‌است. ساعتی پس از آن، پزشکی قانونی مینیاپولیس هم نتیجه بررسی‌های خود را رسماً اعلام کرد و دلیل مرگ جورج فلوید را «خفگی» خواند.
در گزارش دفتر پزشکی قانونی شهر مینیاپولیس علت مرگ جورج فلوید «ایست قلبی-ریوی بر اثر بازداشت فیزیکی و فشار به گردن» اعلام شد. با وجود این، در گزارش رسمی پزشک قانونی آمده که آقای فلوید از ناراحتی قلبی و عوارض مصرف موادمخدری چون فنتانیل و مت‌آمفتامین هم رنج می‌برده‌است.
در گزارش کالبدشکافی خصوصی، آلسیا ویلسون از دانشگاه میشیگان، یکی از دو پزشکی که این کالبدشکافی را انجام داده، در این رابطه گفته‌است: «مدارک ثابت می‌کند که خفگی فیزیکی دلیل مرگ خشونت‌آمیز جورج فلوید بوده‌است.» این دو پزشک در جریان کالبدشکافی همچنین به این نتیجه رسیده‌اند که فلوید «هیچ شرایط ویژه پزشکی که در مرگ او مؤثر بوده باشد، نداشته و فشار زانوهای مأموران پلیس بوده که باعث مرگ او شده‌است.»

## بازداشت و محکومیت عامل مرگ جرج فلوید

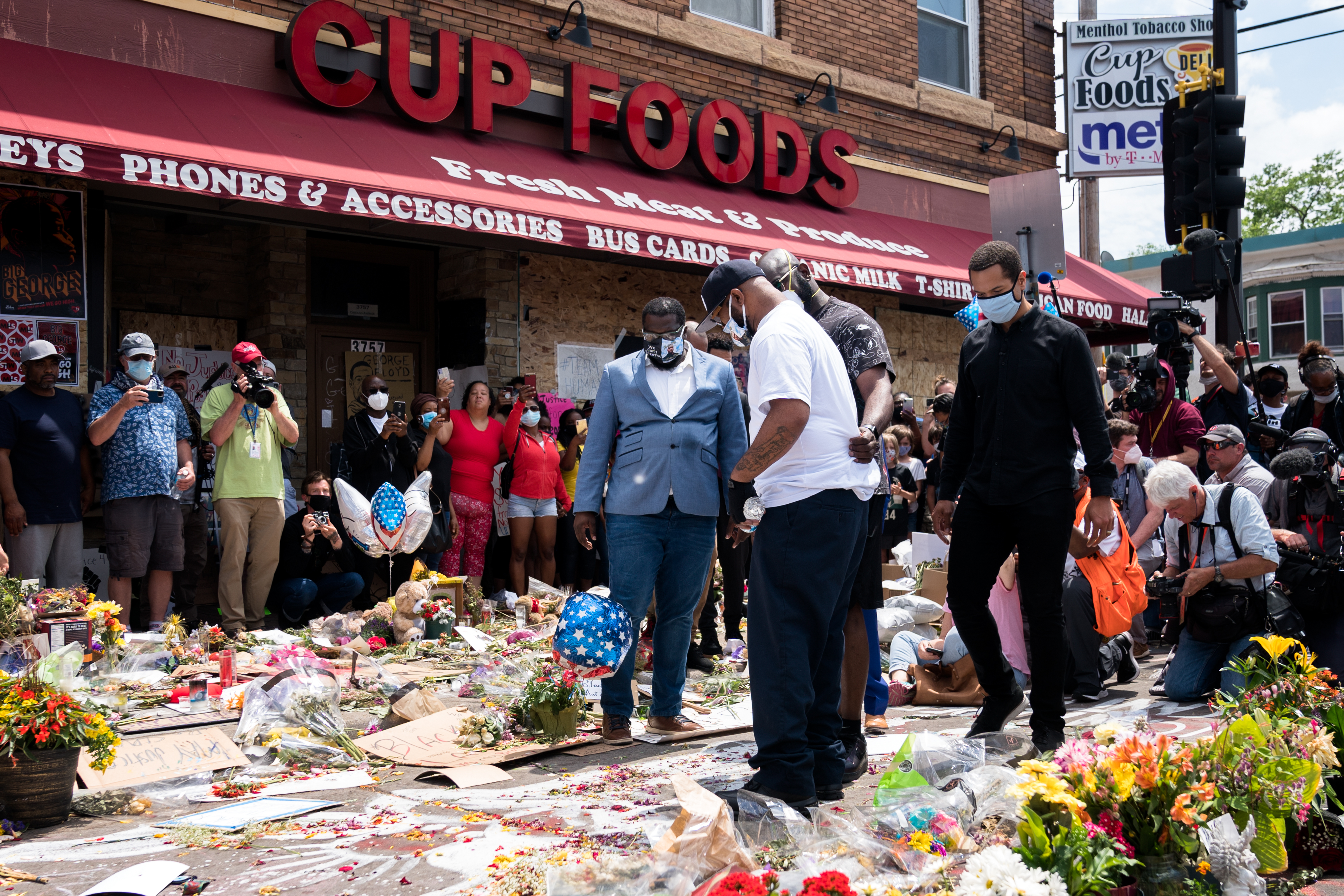
مردم در حال گلباران مکان حادثه

فردای روز مرگ جرج فلوید، چهار مأمور پلیسی که در بازداشت وی دست داشته‌اند به مرخصی اجباری فرستاده شدند. روز بعد از آن، شهردار مینیاپولیس اعلام کرد که چهار مأمور پلیس، از کارشان اخراج شده‌اند. در ۲۹ مه ۲۰۲۰، چهار روز پس از مرگ جرج فلوید، دادستانی ناحیهٔ هِنِپین در کنفراس خبری اعلام کرد که درک شووین، افسر پلیسی که زانویش را برروی جرج فلوید قرار داده بود، به اتهام قتل درجهٔ سه بازداشت شده‌است. عوامل دادستانی گفتند که تحقیقات در این زمینه ادامه دارد و با جمع‌آوری مدارک و شواهد ممکن است مدعی‌العموم، اتهام سنگین‌تری برای آقای شووین در نظر بگیرند.
یکی از وکلای خانواده فلوید نیز، درک شووین را به قتل عمد متهم کرد. دوشنبه ۱ ژوئن ۲۰۲۰، درک شووین تفهیم اتهام شد. بنجامین کرامپ، وکیل خانوادهٔ فلوید، می‌گوید: پلیس در حین بازداشت حدود ۹ دقیقه زانویش را روی گردن آقای فلوید فشار داده، در حالی که او برای نجات جانش التماس می‌کرد.
بنجامین کرامپ که با شبکه سی‌بی‌اس مصاحبه می‌کرد، گفت: «بر این باوریم که عمدی در کار بوده‌است… تقریباً به مدت نه دقیقه زانویش را روی گردن مردی فشار می‌داد که برای این که بتواند نفس بکشد، التماس می‌کرد… مأمور پلیس سه دقیقه پس از بیهوش شدن آقای فلوید همچنان زانویش را روی گردن او فشار می‌داد. ما نمی‌فهمیم چطور این اقدام قتل عمد حساب نشده‌است؟ ما نمی‌فهمیم که چطور مأموران دیگر حاضر در محل بازداشت نشده‌اند؟»
در ۳ ژوئن، مقامات دادستانی ایالت مینه‌سوتا اعلام کردند که اتهام قتل درجهٔ دو (شبه عمد) نیز به پروندهٔ درک شووین اضافه شده‌است. همچنین براساس اسناد دادگاه، سه افسر دیگر هم که قبلاً اخراج شده بودند، به دستیاری و همیاری در قتل متهم شدند.
سرانجام در ژوئن ۲۰۲۱ (تیر ۱۴۰۰) قاضی در جلسه دادگاهی که به صورت زنده از شبکه‌های سیمای آمریکا پخش می‌شد، درک شووین را به ۲۲ سال و ۶ ماه زندان محکوم کرد و گفت که تصمیمش تحت تأثیر احساسات و فشار افکار عمومی گرفته نشده و در پی فرستادن پیام نیست.

### قوانین ایالت مینه‌سوتا برای اتهام قتل
براساس قوانین ایالت مینه‌سوتا، برای محکوم شناختن کسی در قتل درجهٔ یک و درجه دو، باید ثابت شود که نیت متهم کشتن بوده‌است. در قتل درجه یک در بیشتر موارد باید ثابت کرد که پیشاپیش قصدی برای کشتن در کار بوده‌است. محکومیت به قتل درجه سه نیازمند ارائه شواهدی که ثابت کند متهم قصد کشتن قربانی را داشته نیست، بلکه کافی است نشان داده شود که اقدامات قاتل خطرناک بوده و حفظ جان قربانی را در نظر نگرفته‌است.
حداکثر مجازات برای قتل درجه سه، ۳۵ سال زندان است.

## مراسم یادبود
صدها نفر در مراسم یادبود جورج فلوید که در ۴ ژوئن در مینه‌سوتا برگزار شد، شرکت کردند. در کنار بستگان جورج فلوید و صدها نفر دیگر، چهره‌های سرشناسی چون جسی جکسون (سناتور پیشین آمریکایی) و ال شارپتون، از رهبران جنبش حقوق مدنی آمریکا، تیم والز، فرماندار ایالت مینه‌سوتا، سناتور ایمی کلوبشار و جیکوب فری، شهردار مینیاپولیس، نیز در این مراسم شرکت داشتند. ال شارپتون در این مراسم سخنرانی کرد و خواستار اجرای عدالت شد و با اشاره به اعتراضات گسترده در ایالت‌های آمریکا، داستان آقای فلوید را منعکس کننده زندگی تمام سیاهپوستان آمریکایی دانست.
«وقت آن رسیده که از جا برخیزید و بگویید زانویتان را از گردنمان بردارید … ما دست برنخواهیم داشت. آنقدر ادامه می‌دهیم تا کل نظام دادگستری تغییر کند … آنچه برای فلوید اتفاق افتاد هر روز در این کشور روی می‌دهد. در نظام تحصیلی، در خدمات درمانی و در تمام بخش‌های زندگی در آمریکا. وقت آن رسیده که به نام و یاد جورج برخیزیم و بگوییم زانویتان را از روی گردن ما بردارید.»— ال شارپتون، مراسم یادبود جورج فلوید - ۴ ژوئن ۲۰۲۰
بنجامین کرامپ، وکیل خانوادهٔ جورج فلوید گفت این همه‌گیری کرونا نبود که جان او را گرفت، بلکه همه‌گیری تبعیض و نژادپرستی بود.

## واکنش شخصیت‌ها
- باراک اوباما، رئیس‌جمهور پیشین آمریکا با انتشار بیانه‌ای از مقام‌های مینه‌سوتا خواست دربارهٔ مرگ جرج فلوید تحقیقات کاملی انجام دهند:[۱۹]

«همه آرزو دارند که با رفتن ویروس کرونا زندگی به حالت عادی بازگردد اما باید به خاطر آورد که برای میلیون‌ها آمریکایی، رفتار تبعیض‌آمیز به شکلی دردآور و فاجعه‌آمیز «عادی» شده‌است؛ چه این رفتار تبعیض‌آمیز در سیستم بهداشت و درمان باشد، چه سیستم قضایی، یا دویدن در گوشه خیابان، یا تماشای پرنده‌ها در پارک. در سال ۲۰۲۰ چنین چیزی درآمریکا نباید «عادی» تلقی شود. اگر بخواهیم فرزندان ما در جامعه‌ای با معیارهای عالی زندگی کنند، ما باید بهتر از این باشیم.»— باراک اوباما، توییتر
- جو بایدن، نامزد ریاست جمهوری ۲۰۲۰ آمریکا ضمن انتقاد از تهدید توییتری دونالد ترامپ، در پیامی ویدئویی گفت:

«من فرصت این را داشتم که با خانواده جورج فلوید صحبت کنم با گروهی از آنها. با اغلب آنها. آنها یک خانواده نجیب و محترم هستند و عاشق همدیگر هستند. ما یک بار دیگر این لفظ را شنیدیم «من نمی‌توانم نفس بکشم» … این یک اقدام وحشیانه بود و باعث شد که یک عضو دیگر از جامعه سیاه پوستان ما از حق مدنی و حقوق بشر خود منع شود و او را از حق حیات محروم کرد … همانند مورد اریک گارنر، از جورج فلوید ابتدایی‌ترین حق که همان نفس کشیدن است، سلب شد، این یک حق ابتدایی و بسیار ساده است … اینها کسانی هستند که نباید کشته می‌شدند … ریشه این لیست به بیش از ۴۰۰ سال قبل برمی‌گردد، مردان سیاه، زنان سیاه، کودکان سیاه. گناه اولیه این کشور هنوز هم امروز بر چهره ما را خدشه دار کرده‌است … بعضی وقت‌ها ما به این چیزها بی‌توجهی کردیم و فقط با انجام هزاران کار روزمره خود به جلو حرکت کردیم اما این (گناه اولیه نژادپرستی در جامعه آمریکا) همیشه وجود داشته‌است. هفته‌هایی شبیه به این هفته (هفته پس از مرگ فلوید و آغاز اعتراضات) ما به روشنی می‌بینیم که ما یک کشور با یک زخم باز هستیم … آنها نگرانند که خوب نفر بعدی کیست؟ فقط تصور کنید که هر دفعه که شوهر، همسر، پسر یا دختر شما خانه را ترک کند، شما نگران ایمنی آنها توسط بازیگران بد و نیروهای پلیس بد باشید … اکنون زمان انتشار توئیت‌های آتش‌افروزانه نیست، الان زمان تشویق کردن به خشونت‌ها نیست. این یک بحران واقعی ملی است و ما به رهبری نیاز داریم رهبری که همگان را به میز مذاکره بیاورد تا نژادپرستی نظام‌مند را ریشه کن کنیم … اکنون زمان آن است که به این حقایق ناراحت‌کننده نگاه کنیم و با این زخم عمیق و بازی که ما در این کشور داریم، مواجه شویم. ما به اجرای عدالت برای جورج فلوید نیاز داریم، ما به انجام اصلاحات واقعی در نیروی پلیس نیاز داریم»
- سید علی خامنه‌ای رهبر ایران، در سخنرانی تلویزیونی ۱۴ خرداد ۱۳۹۹ در واکنش به قتل جورج فلوید گفت:[۲۱]

«مردم را می‌کشند و زبانشان هم دراز است. بعد از حقوق بشر دم می‌زنند. آن مرد سیاهی که کشته شد حقوق بشر نداشت؟»— علی خامنه‌ای، بیانات